# Instituto Superior de Tecnologia da Costa do Marfim
O Instituto Superior de Tecnologia da Costa do Marfim (em francês:  Institut Supérieur de Technologie de Côte d'Ivoire ou ISTCI) é uma universidade marfinense afiliada o Rede de Universidades de Ciências e Tecnologias da África subsariana.